# Rock américain

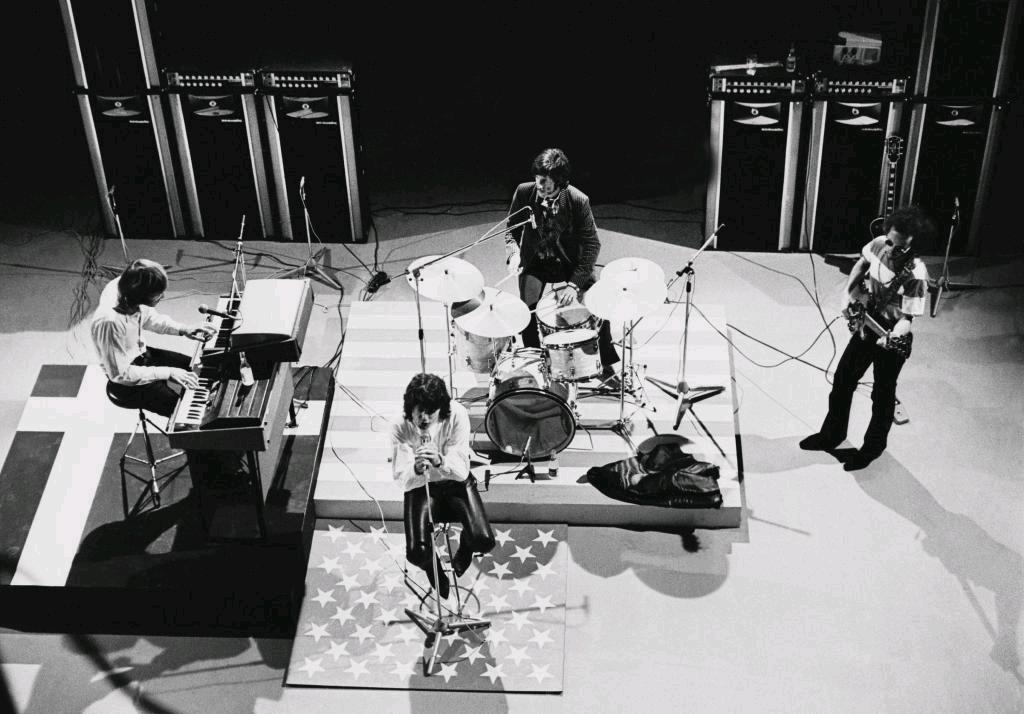
The Doors en performance pour la télévision danoise à Copenhague, le 17 septembre 1968

L'histoire du rock américain  se confond souvent avec l'histoire générale du rock, les États-Unis étant le berceau du rock 'n' roll. De nombreux genres et innovations y sont nés et se sont développés avant d'influencer tous les autres pays, notamment le Royaume-Uni et les autres pays européens.

## Histoire

### Émergence
Le rock 'n' roll est né au milieu du XXe siècle dans le sud des États-Unis. Les principaux pionniers sont Elvis Presley, Bill Haley, Johnny Cash, Chuck Berry, et Bo Diddley. Cette nouvelle musique populaire auprès de la jeunesse mais mal vue par les conservateurs prend ses racines dans le blues et la country, et est précédée par le rhythm and blues qui contient les mêmes éléments.

### Années 1960
Les années 1960 voient le succès d'artistes américains comme Bob Dylan, suivis de groupes comme les Beach Boys. Mais les ventes sont dominés par ce que les journalistes appellent la British Invasion, une vague de groupes de rock britanniques menée par les Beatles, les Rolling Stones, les Kinks, les Who, et les Yardbirds. Tous ces groupes influencent profondément le rock américain. Seul un groupe USA qui a son propre style countryrock et blues (Creedence clearwater revival) a lui aussi un franc succès international.
La fin de la décennie est marquée par les expérimentations de groupes comme les Velvet Underground ainsi que du son psychédélique de Jimi Hendrix, Janis Joplin et des Doors. La musique rock est dès lors assimilée au mouvement hippie et est utilisé comme moyen de protestation contre la Guerre du Viêt Nam. L'apothéose sera le festival de Woodstock en été 1969.

### Années 1970
L'énorme succès des groupes britanniques au son plus violent comme Led Zeppelin et Deep Purple sur le sol américain a permis à des groupes de hard rock du pays comme Aerosmith, Kiss, Alice Cooper, et Van Halen de sortir régulièrement des disques et d'attirer de grandes foules dans des concerts souvent impressionnants. Le glam rock avec les New York Dolls, le rock progressif avec Toto, et le rock sudiste avec Lynyrd Skynyrd profitent aussi de ce nouvel engouement pour le rock.
Lassé par les excès et la décadence des "arena rockers", un bon nombre de groupes centrés dans New York et Londres commencèrent à jouer un son dépouillé qui venait d'être appelé le punk. Ces groupes sentaient que le rock avait perdu de vue sa rébellion, ses origines modestes et qu'il devenait obsédé par l'argent et la célébrité. Des groupes comme les britanniques The Clash et The Sex Pistols ainsi que les américains The Ramones et Patti Smith allaient diriger cette révolution musicale. Le punk rock aux États-Unis fut largement un phénomène de la côte Est, plus spécialement centré autour de New York, bien que la décennie allait plus tard voir le développement du mouvement punk hardcore, dirigé par le groupe de Los Angeles Black Flag.

### Années 1980
De nouveaux genres se développent comme la new wave avec des groupes comme Blondie et les Talking Heads. Le heavy metal (apparu en Angleterre avec Black Sabbath, Judas Priest, Motörhead jouant ce que certain appelle du heavy metal traditionnel) se développe en deux grandes branche en Amérique: le thrash metal, très agressif et rapide, sous l'influence de Metallica et Slayer; et le glam metal, inspiré du hard rock et du glam rock et mené principalement par Mötley Crüe et Poison. Le hard rock trouve un nouveau souffle avec Appetite For Destruction, le premier album des Guns N' Roses et Bon Jovi.

### Années 1990
En 1991, le rock alternatif obtient une grande audience et écrase la scène glam avec l'avènement du mouvement grunge et le succès de groupes des années 1980, comme R.E.M., Jane's Addiction et Red Hot Chili Peppers. D'autres groupes underground deviennent également populaires comme Pixies et The Smashing Pumpkins.
Le grunge prend forme avec des groupes de Seattle comme Alice in Chains, Mudhoney et Soundgarden, mais ne dépasse le phénomène local qu'avec le succès de Nirvana et de Pearl Jam.
Après le court succès du grunge, d'autres styles ont pris sa place sur le devant de la scène rock américaine dont le metal industriel. Des groupes mêlant riffs musclés et sonorités sombres gagnent de la popularité comme Nine Inch Nails, Ministry et surtout le controversé Marilyn Manson et également le groupe de métal allemand Rammstein.
La scène punk californienne connait le succès avec des groupes comme Blink 182, The Offspring, Green Day ou encore Yellowcard ; initiée par des groupes tels que NOFX ou Bad Religion depuis le milieu des années 1980.
Deftones, KoЯn et Limp Bizkit sont les groupes de nu metal américain ayant eu les succès commerciaux les plus importants. Par la suite ce sont Linkin Park et Slipknot qui prirent la relève de ce nouveau mouvement.

### Années 2000
Les années 2000 sont marquées par un retour du garage rock avec des groupes comme les White Stripes et The Strokes. Un revival années 1980 est également perceptible avec les succès commerciaux de groupes comme The Killers.

## Artistes et groupes
Voici une liste de l'ensemble des artistes et groupes de rock américains les plus connus ou les plus marquants. Le lieu de formation des groupes ou de naissance des rockers est indiqué entre parenthèses.
- Bruce Springsteen (New Jersey)
- Alice Cooper (Detroit)
- Beck
- Chuck Berry (St Louis)
- Jeff Buckley (Californie)
- Eddie Cochran (Los Angeles)
- Chris Cornell (Seattle)
- Bo Diddley (McComb, Mississippi)
- Bob Dylan (Minnesota)
- John Frusciante (New York)
- Bill Haley (Chicago)
- Buddy Holly
- Jim Morrison (Los Angeles)
- Jimi Hendrix (Seattle)
- Lenny Kravitz (New York)
- Jerry Lee Lewis (Louisianne)
- James Hetfield (Los Angeles)
- Little Richard
- Tom Petty
- Elvis Presley (Mississippi)
- Santana
- Bruce Springsteen (Freehold, New Jersey)
- Gene Vincent (Norfolk, Virginie)
- Frank Zappa (Baltimore, Maryland)

### Groupes
- 13th Floor Elevators (Texas)
- The Allman Brothers Band (Géorgie)
- Aerosmith (Boston)
- Alice in Chains (Seattle)
- Alice Cooper (Détroit)
- Audioslave (Los Angeles)
- Bad Brains (Washington DC)
- Bad Religion (Los Angeles)
- Blue Cheer (San Francisco)
- Bon Jovi (New Jersey)
- The Beach Boys (Los Angeles)
- The Blood Arm (Los Angeles)
- The Breeders  (Boston)
- The Byrds (Los Angeles)
- Deftones (Sacramento, Californie)
- The Doobie Brothers
- The Doors (Los Angeles)
- E Street Band (groupe de Bruce Springsteen) (New Jersey)
- Faith No More (San Francisco)
- Fall Out Boy  (Chicago)
- Fishbone (Los Angeles)
- Foo Fighters (Seattle)
- Fugazi (Washington DC)
- Green Day (Californie)
- Guns N' Roses (Los Angeles)
- Creedence Clearwater Revival (Californie)
- Hole (Californie)
- Hootie and the Blowfish (Columbia)
- Iron Butterfly (San Diego)
- Jane's Addiction (Californie)
- Jefferson Airplane (San Francisco)
- Kings of Leon (Tennessee)
- Kiss (New York)
- Korn (Los Angeles)
- L7 (Los Angeles)
- Living Colour (New York)
- Linkin Park (Californie)
- MC5 (Detroit)
- Marilyn Manson (Ohio)
- Megadeth (Los Angeles)
- Metallica (Los Angeles)
- Mötley Crüe (Los Angeles)
- Mr. Big (New York)
- Mudhoney (Seattle)
- Nine Inch Nails (Ohio)
- Nirvana (Seattle)
- No Doubt (Californie)
- The Offspring (Californie)
- Panic at the Disco (Las Vegas)
- Pantera (Texas)
- Pearl Jam (Seattle)
- Pixies (Boston)
- Poison (Los Angeles)
- Primus (San Francisco)
- Puddle of Mudd (Kansas)
- Queens of the Stone Age (Californie)
- The Ramones (New York)
- Thirty Seconds to Mars (Los Angeles)
- Toto (Los Angeles)
- Rage Against the Machine (Los Angeles)
- Red Hot Chili Peppers (Los Angeles)
- Screaming Trees (Seattle)
- Skillet (Memphis)
- Slayer (Los Angeles)
- Slipknot (Iowa)
- Soundgarden (Seattle)
- The Smashing Pumpkins (Chicago)
- Sonic Youth (New York)
- Stone Temple Pilots (San Diego)
- The Stooges (Ann Arbor, Michigan)
- The Strokes (New York)
- Tuxedomoon (San Francisco)
- System of a Down (Los Angeles)
- Tenacious D (Los Angeles)
- Twisted Sister (New York)
- Van Halen (Los Angeles)
- The Velvet Underground (New York)
- White Zombie (New York)
- ZZ Top (Houston, Texas)